# Mayu Ikejiri
Mayu Ikejiri (池尻 茉由 Ikejiri Mayu?, nacido el 19 de diciembre de 1996 en Kumamoto) es una futbolista japonesa que juega como delantero.
En 2019, Ikejiri jugó para la selección femenina de fútbol de Japón.

## Trayectoria

### Clubes
| Club          | País          | Año    |
| ------------- | ------------- | ------ |
| Suwon UDC WFC | Corea del Sur | 2019 - |

### Selección nacional
| Selección | País  | Año    |
| --------- | ----- | ------ |
| Absoluta  | Japón | 2019 - |

## Estadística de carrera
| Selección de Japón | Selección de Japón | Selección de Japón |
| Año                | Part.              | Goles              |
| ------------------ | ------------------ | ------------------ |
| 2019               | 6                  | 2                  |
| Total              | 6                  | 2                  |